# Zysk inflacyjny
Zysk inflacyjny (ang. inflationary profit) – część zysku przedsiębiorstwa, która jest wynikiem wyłącznie procesów inflacyjnych w gospodarce, a nie procesu realizacji rentownej ekonomicznie działalności (produkcyjnej, handlowej czy usługowej).
Zysk inflacyjny jest rezultatem wzrostu w środowisku inflacyjnym wartości nominalnej składników majątkowych przedsiębiorstwa przy niezmienionej ich wartości realnej, a następnie odnotowywania tego wzrostu, przy stosowaniu obowiązujących przedsiębiorstwo procedur księgowych, jako zysku. Powstawanie zysku inflacyjnego dla przedsiębiorstwa działającego w środowisku inflacyjnym jest zjawiskiem obiektywnym tak, jak obiektywne są dla niego oba czynniki jego powstawania: inflacja w gospodarce oraz posiadany majątek. 
Do powstawania zysku inflacyjnego w przedsiębiorstwie przyczyniają się zarówno tzw. aktywa niepieniężne – środki trwałe, wartości niematerialne i prawne oraz zapasy (np. zysk inflacyjny równa się niedoszacowaniu ewidencyjnemu kosztów amortyzacji lub zużywanych zapasów) jak również aktywa pieniężne (np. w należnościach zysk inflacyjny stanowi uwzględnioną przez sprzedawcę w cenie wyrobu lub usługi utratę jej wartości realnej w środowisku inflacyjnym w okresie odroczenia terminu zapłaty. W przypadku zaś lokat pieniężnych zysk inflacyjny równy jest wzrostowi wartości uzyskanych odsetek, jaki wystąpi w środowisku inflacyjnym w stosunku do środowiska bezinflacyjnego - tzw. „efekt Fishera”).
Zysk inflacyjny wywołuje w przedsiębiorstwie dwa negatywne skutki:
1. zawyża sztucznie rentowność prowadzonej przez przedsiębiorstwo działalności gospodarczej, co powoduje zawyżenie jego obciążeń podatkowych,
2. zniekształca wyniki analizy ekonomicznej, co deformuje efektywność zarządzania przedsiębiorstwem.